# Малішев
Малішев (пол. Maliszew) — село в Польщі, у гміні Мінськ-Мазовецький Мінського повіту Мазовецького воєводства.
Населення — 392 особи (2011).
У 1975-1998 роках село належало до Седлецького воєводства.

## Демографія
Демографічна структура станом на 31 березня 2011 року:
|          | Загалом | Допрацездатний вік | Працездатний вік | Постпрацездатний вік |
| -------- | ------- | ------------------ | ---------------- | -------------------- |
| Чоловіки | 197     | 46                 | 135              | 16                   |
| Жінки    | 195     | 42                 | 119              | 34                   |
| Разом    | 392     | 88                 | 254              | 50                   |